# Le Cavalier du crépuscule
Pour plus de détails, voir Fiche technique et Distribution.
Le Cavalier du crépuscule (titre original : Love Me Tender) est un film américain de genre western, réalisé par Robert D. Webb, sorti en 1956.

## Synopsis
Alors que la guerre de Sécession touche à sa fin, un groupe de soldats sudistes, attaque une trésorerie yankee et file avec le butin. Parmi eux, trois frères : Vance (Richard Egan), Ray (James Drury) et Brett (William Campbell) Reno. Au lieu de remettre l'argent à l'armée sudiste en déroute, le groupe décide de se partager le butin. Ainsi, chacun rentre chez soi. Puisque la guerre était terminée au moment du vol, ils sont, sans le savoir, considérés comme des hors-la-loi. Ce trésor de guerre va attirer bien des convoitises ainsi que des revirements de situation inattendus pour la famille Reno.
À son retour, Vance Reno découvre que sa bien-aimée, Cathy (Debra Paget), s'est mariée avec son jeune frère, Clint (Elvis Presley). Ce dernier ne connaissait pas la relation qu'avait entretenue sa femme avec Vance avant son départ pour la guerre. Le cœur brisé, Vance décide de partir pour épargner Cathy qui semble avoir encore des sentiments pour lui.

## Fiche technique
- Titre français : Le Cavalier du crépuscule
- Titre original : Love Me Tender
- Réalisation : Robert D. Webb
- Scénario : Robert Buckner, Maurice Geraghty
- Photographie : Leo Tover
- Producteur : David Weisbart
- Musique : Lionel Newman
  - Les chansons de BOF Love Me Tender, Let Me, Poor Boy, We're Gonna Move sont interprétées par Elvis Presley[1]
- Pays de production :  États-Unis
- Langue : Anglais
- Genre : Western, Film dramatique, film musical, Film d'amour
- Durée : 89 minutes
- Dates de sortie : 
  - États-Unis : 16 novembre 1956
  - France : 24 janvier 1958

## Distribution
- Elvis Presley : Clint Reno
- Richard Egan : Vance Reno
- Debra Paget : Cathy Reno
- Robert Middleton : M. Siringo
- William Campbell : Brett Reno
- Neville Brand : Mike Gavin
- Mildred Dunnock : Martha Reno
- Bruce Bennett : Major Kincaid
- James Drury : Ray Reno
- Paul E. Burns : Jethro

## Autour du film
Quand Elvis apprend qu'il doit chanter dans son premier film, il est fou de rage car il voulait être un vrai acteur comme James Dean ou Marlon Brando et pas un chanteur introduit dans le film. L'idée qu'Elvis chante dans ses films vient du Colonel Parker, son impresario[réf. souhaitée].
Elvis Presley y chante notamment l'un de ses plus grands succès, Love Me Tender.